# Ljubevščica
Ljubevščica – strumień na terenie Słowenii uchodzący do rzeki Idrijcy. Uchodzi do niego kilka bezimiennych cieków. Od 1961 roku hodowane tam są pstrągi potokowe.